# Крма (управљач)
Крма или кормило, механизам за управљање правцем кретања пловила (брод, чамац, подморница) или ваздухоплова (авион, једрилица).

## Принцип рада крме
Пловила својом чврстом равном покретном површином помоћу механизма за управљање стварају отпор у води којом се крећу и тако се закрећу по правцу кретања лијево и десно. Ову чврсту равну површину код пловила покреће кормиларски точак или ручица. Онај који управља крмом је крмар или кормилар.
Ваздухоплови имају вертикалне и хоризонталне равне чврсте покретне површине - крме у саставу својих управљачких јединица, чијим закретањем горе-доле, или лијево-десно, ствара се отпор ваздуху и ваздухоплов закреће горе – доле односно лијево – десно. Њих покрећу командне палице у ваздухопловима. С њима непосредно управља пилот ваздухоплова.

## Дијелови крме у пловилима
- Струк крме  је горњи, појачани дио крме, који на врху има или сужење на које се натакне рудо крме, или ојачање у које се рудо увуче. Код већих бродова и подморница, струк се увлачу у унутрашњост брода, гдје се спаја са уређајем за окретање крме.
- Глава крме  је врх струка крме, који је код чамаца најчешће ојачан да би се спријечило хабање и оштећења.
- Лист крме  је дио крме који усмјерава брод, односно преко којег струји водена маса током пловидбе. Израђује се од дрвета или гвожђа. Дрвене крме израђују се из више дијелова, а метална из једног комада.
- Пета крме  је доњи дио крме које је ојачан да би се спријечила пуцања и оштећења крме.

## Управљачке команде у ваздухопловима
Покретне повшине се отклањанју (обрћу) око својих „шарнираних“ оса. Обртне командне површине су:
- крилца
- крма хоризонталног репа
- крма вертикалног репа

Оне се покрећу из кабине ваздухоплова. Покреће их пилот помоћу:
- палица и
- педала.